# 燈光秀

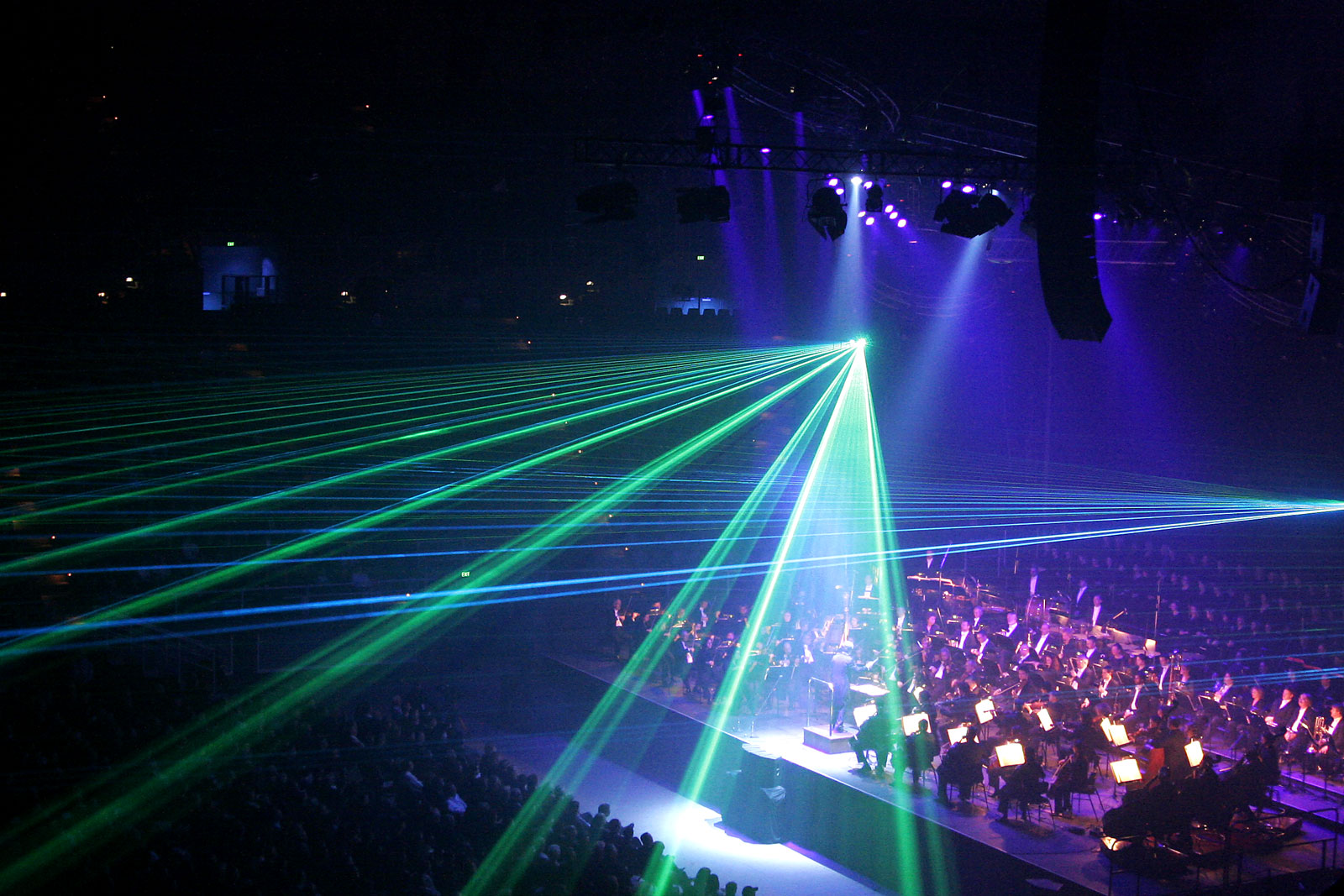
燈光秀

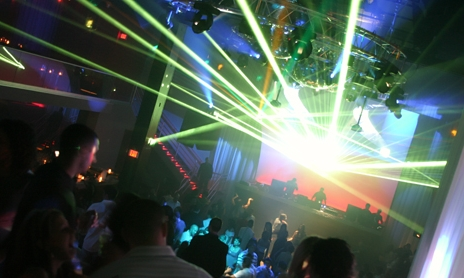
2006年2月，南佛罗里达州

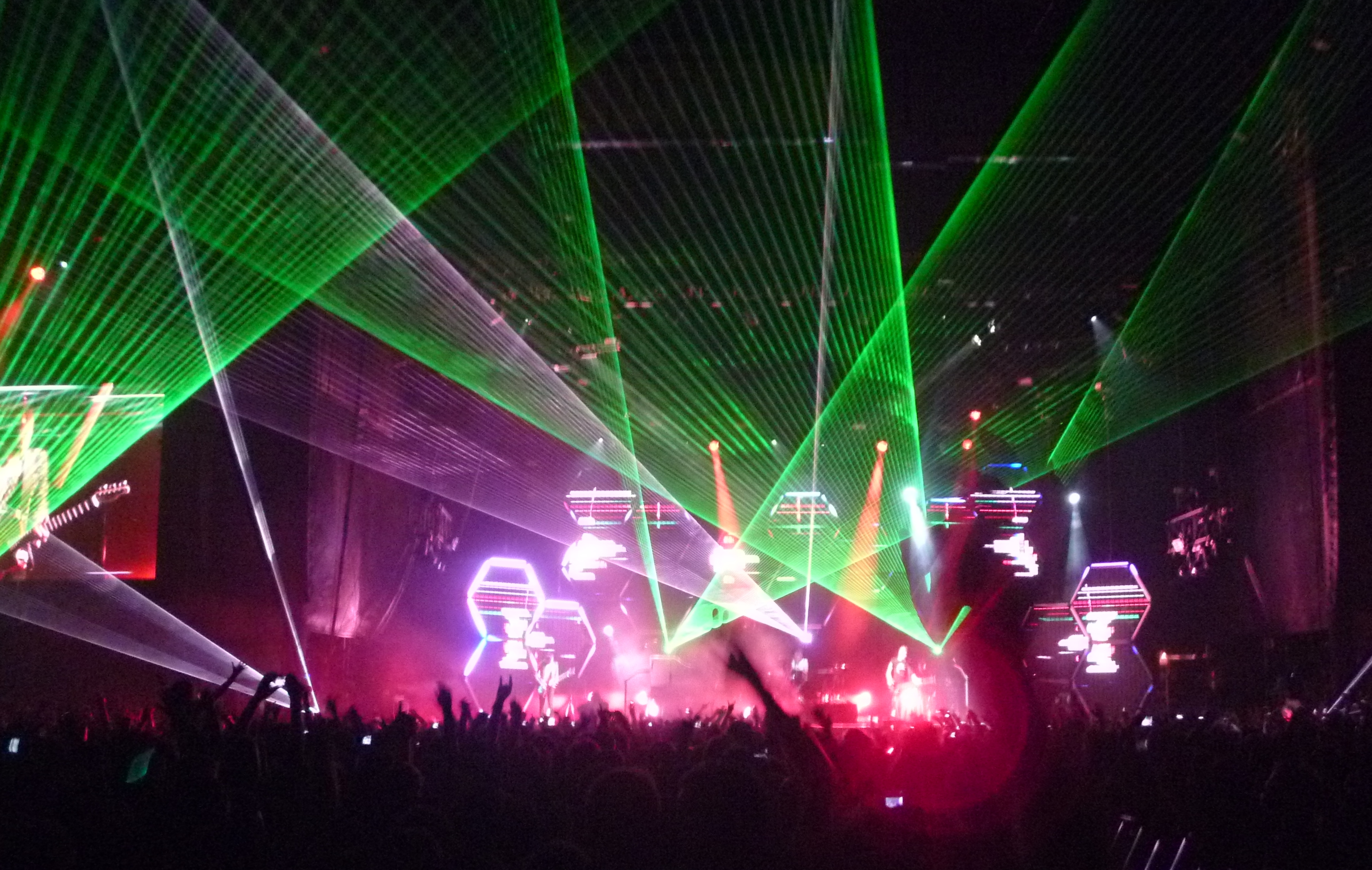
2011年8月13日，旧金山Outside Lands音乐和艺术节上的缪斯乐队

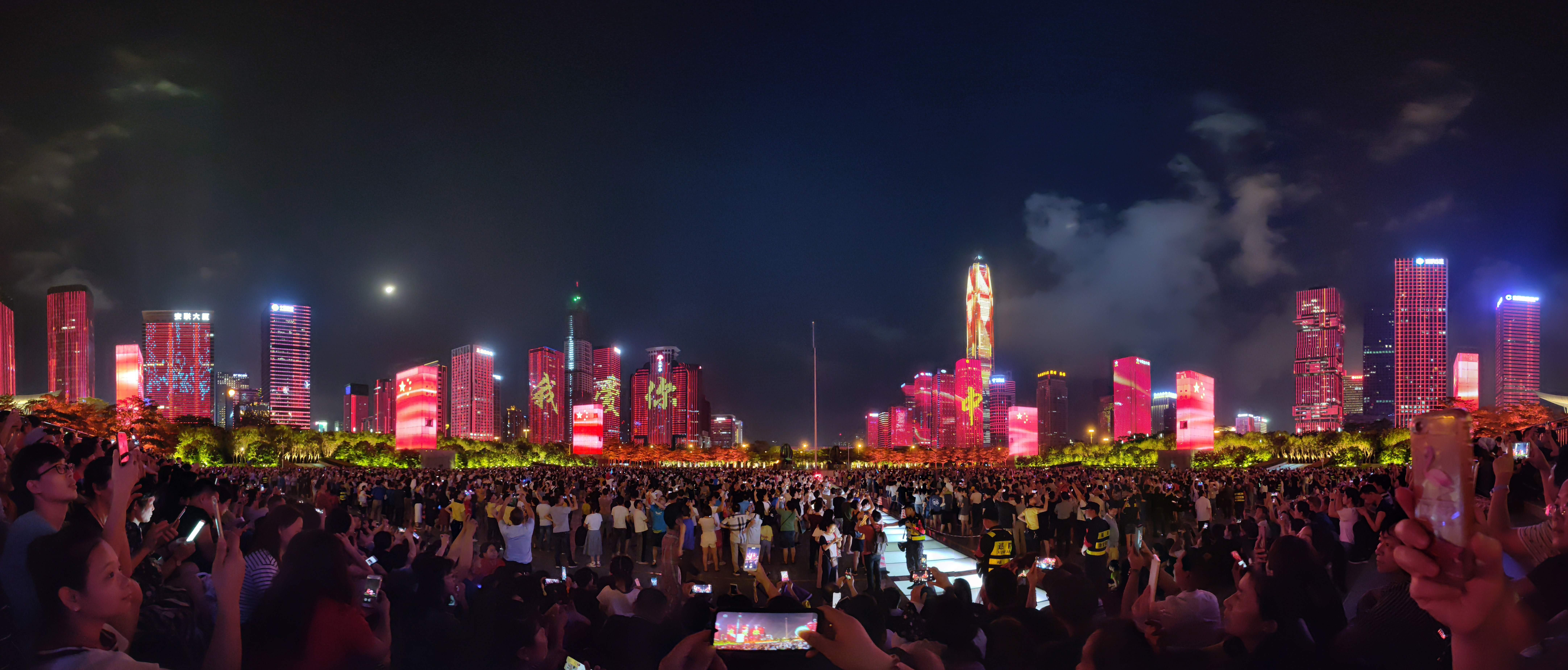
深圳福田區晚間燈光秀

灯光秀又稱光影秀，是一種激光器照明表演。演出時除了發射光束外還要播放音乐。如果激光對準眼睛，或者如果有人盯著激光看，人們的眼睛可能會受到傷害。一些高功率的激光也会灼伤皮肤。
最常見的例子就是深圳福田區，表演安排為每周五、周六，法定节假日及前一天播放灯光表演，清明节除外。每天具体播放时间为冬春
季（11月--次年3月)为19：00、20：00、21：00，夏秋季（4月--10月)为19：30、20:30、21:30，共三場。最佳觀賞位置繁多，包括：
- 市民中心廣場
- 蓮花山公園
- 地王大廈觀景台
- 平安金融中心觀景台
- 梅林水庫
- 香蜜公園
- 日出劇場
- 歡樂港灣摩天輪
- 大南山